# Sabrina Carpenter
Sabrina Annlynn Carpenter (Quakertown, 11 maggio 1999) è una cantautrice e attrice statunitense.
Carpenter ha iniziato la carriera recitando in serie televisive e film, diventando nota al pubblico di Disney Channel per aver interpretato il ruolo di Maya Hart nella serie televisiva Girl Meets World (2014-2017).
Come cantante ha pubblicato quattro album in studio sotto l'etichetta discografica Hollywood Records, mentre dal 2021 ha firmato un contratto discografico con la Island Records. La prima pubblicazione per conto di Island è stata l'acclamato album Emails I Can't Send (2022), seguito dal fortunato Short n' Sweet (2024), quest'ultimo trainato dai singoli di successo internazionale Espresso, Please Please Please e Taste, aggiudicandosi due Grammy Awards al miglior album pop vocale e alla miglior interpretazione pop solista per Espresso.

## Biografia
Sabrina Annlynn Carpenter è nata l'11 maggio 1999 a Quakertown, in Pennsylvania. Dopo aver trascorso la sua infanzia nella città natìa, si è trasferita a Los Angeles. Ha tre sorelle: Cayla Nicolle Carpenter, Shannon Marie Carpenter e Sarah Elizabeth Carpenter. Cayla non è figlia della madre (Elizabeth) ma di una precedente relazione del padre David. Inoltre Sarah è la sua prima corista e appare come comparsa in diversi episodi dello show che vede Sabrina come co-protagonista insieme a Rowan Blanchard in Girl Meets World. La Carpenter è anche la nipote dell'attrice Nancy Cartwright. Nel 2009 è arrivata terza al concorso per aspiranti cantanti The Next Miley Cyrus Project, organizzato da Miley Cyrus.

## Carriera cinematografica

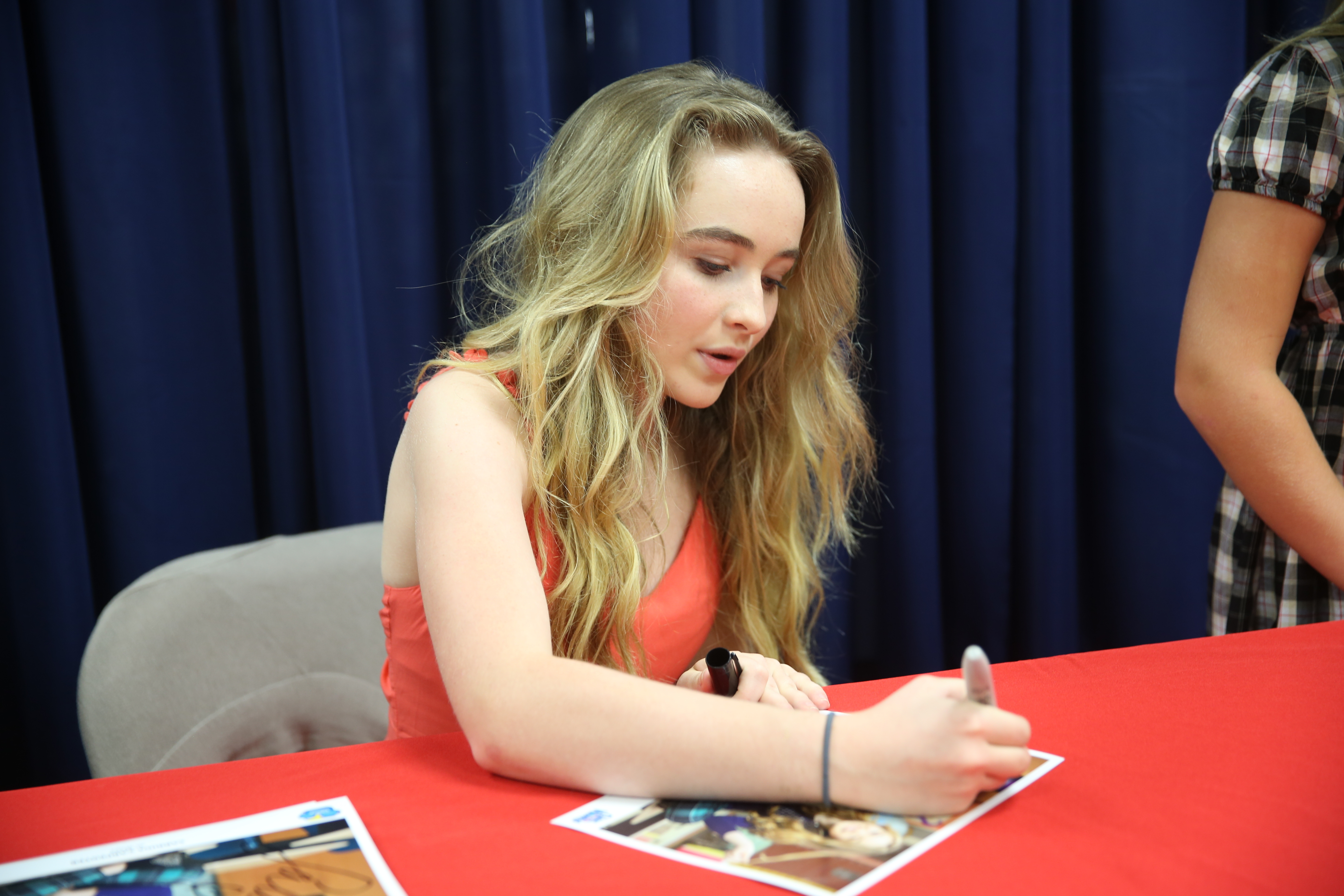
Sabrina Carpenter nell'agosto 2014

Sabrina ha iniziato a recitare nel 2011 come guest star in Law & Order - Unità vittime speciali e nel 2013 in diverse serie televisive come: The Goodwin Games, nel ruolo di Chloe da giovane, Orange Is the New Black e Austin & Ally. Dal 2014 al 2017 è stata protagonista, insieme a Rowan Blanchard, nella serie televisiva Girl Meets World nel ruolo di Maya Hart.
Nel gennaio 2015 Sabrina viene scelta dalla Disney per recitare come co-protagonista insieme all'amica Sofia Carson nel 100º Disney Channel Original Movie, Adventures in Babysitting, rivisitazione in chiave moderna del film del 1987 Tutto quella notte, ricoprendo il ruolo di Jenny Parker. A dicembre dello stesso anno recita nello spettacolo teatrale Peter Pan and Tinker Bell: A Pirate's Christmas al Pasadena Playhouse, interpretando il personaggio di Wendy Darling, con il collega di Girl Meets World  Corey Fogelmanis. Nel 2017 ha fatto parte del cast della serie televisiva Soy Luna 2, negli episodi 58-59.
Nel 2018 entra a far parte del cast del film Il coraggio della verità - The Hate U Give. Nel 2019 ottiene uno dei ruoli principali nel film Netflix Tall Girl, ruolo che ritornerà ad interpretare nel 2021 nel sequel del film. Nel 2020 viene scelta per interpretare Cady Heron nello spettacolo teatrale di Mean Girls a Broadway, interpreta il ruolo di Quinn Ackerman nel film Netflix Work It e quello di Sammy Brown nel film Nuvole prodotto da Disney+. Nel 2022 fa parte del cast del thriller Emergency.
Il 6 dicembre 2024 esce sulla piattaforma streaming Netflix uno speciale natalizio intitolato A Nonsense Christmas with Sabrina Carpenter, durante il quale la cantante prende parte a sketch comici e canta canzoni presenti nel suo EP natalizio Fruitcake, oltre ad esibirsi con cantanti come Chappell Roan, Tyla e Shania Twain.

## Carriera musicale

### Can't Blame a Girl For TryingeEyes Wide Open(2014-2015)
A marzo 2014 è uscito il suo singolo di debutto Can't Blame a Girl for Trying, mentre ad aprile ha inoltre pubblicato l'omonimo EP, che ha riscosso un buon successo. Il 13 gennaio 2015 ha pubblicato il singolo We'll Be the Stars, che precede il suo album di debutto.
La Carpenter, inoltre, ha cantato Stand Out per il film Come creare il ragazzo perfetto, e ha partecipato alla versione del Disney Channel Circle of Stars della canzone Do You Want to build a Snowman? con i suoi amici e colleghi di Disney Channel.
Nell'aprile 2015 ha pubblicato l'album composto da dodici canzoni intitolato Eyes Wide Open, che ha raggiunto la posizione numero 43 della classifica statunitense.
Il 19 febbraio 2016 esce il singolo Smoke and Fire, con il quale si esibisce ai Radio Disney Music Awards il 1º maggio, in cui vince nella categoria That’s my jam con il singolo Eyes Wide Open.

### Evolution(2016-2018)
Il 29 luglio 2016 Sabrina pubblica il suo terzo singolo On Purpose, mentre il 3 e 4 settembre annuncia l'uscita del suo secondo album Evolution, il quale viene pubblicato il 14 ottobre, e l'arrivo del suo primo tour, l'Evolution Tour, con tappe negli Stati Uniti e in Canada.
Nel maggio 2017 si esibisce insieme ai The Vamps nel loro Middle of the Night Tour in Irlanda e nel Regno Unito, e infine porta l'EVOLution Tour anche in altre città europee, tra cui a Milano il 22 maggio come ultima tappa. Il 6 luglio inizia un nuovo tour negli Stati Uniti e Canada, il The De-Tour, con special guest Alex Aiono e i New Hope Club. Il 7 luglio esce il singolo Why, che ottiene discreto successo, e il 19 dello stesso mese esce il videoclip musicale. Al termine della promozione di questo disco, Sabrina Carpenter collabora col DJ Jonas Blue nel brano Alien.

### Singular: Act IeIIe vari singoli (2018-2020)

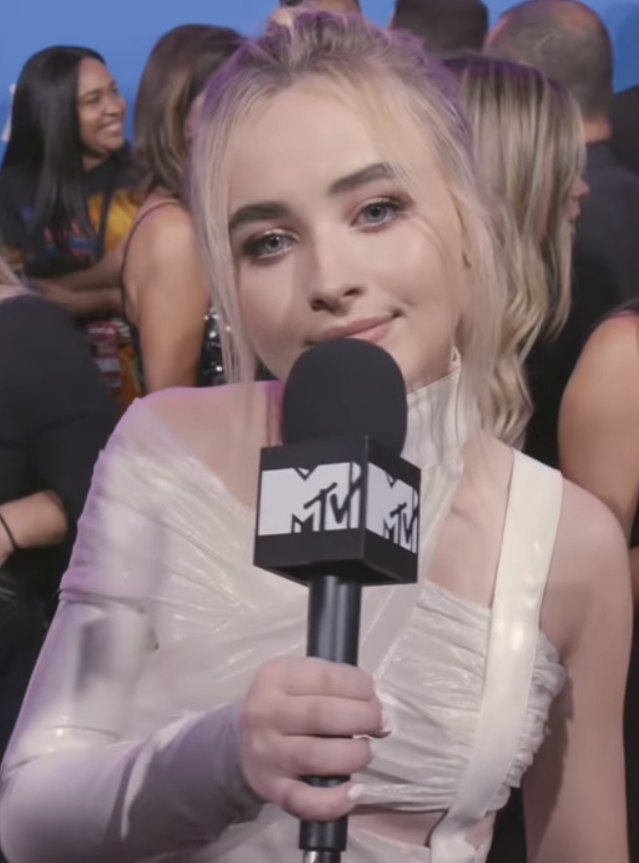
Sabrina Carpenter agli MTV Video Music Awards 2018

Il 6 giugno 2018 esce il singolo Almost Love, che anticipa il terzo album in studio, Singular, diviso in due atti; il primo è stato pubblicato per il 9 novembre 2018, mentre il secondo era stato fissato per il 2019.
Il 26 ottobre 2018 è uscito il singolo promozionale Paris. Successivamente vengono anche pubblicati Bad Time e Sue Me, secondo singolo ufficiale. Nel marzo 2019, comincia il suo tour di promozione dell'album, intitolato Singular Tour. L'8 marzo 2019 pubblica Pushing 20, il primo singolo tratto da Singular: Act II.
Il 4 giugno 2019, via social, Carpenter annuncia che Singular: Act II sarebbe uscito il 19 luglio 2019, rendendo disponibile la prenotazione a partire dal 6 luglio. In seguito alla pubblicazione del disco, Sabrina ha portato avanti un tour per la promozione di entrambi gli album.
Successivamente, l'artista ha collaborato con Alan Walker e Farruko nel brano On My Way, mentre nel 2020 è la volta di due inediti: Honeymoon Fades e Let Me Move You, quest'ultimo tratto dal film Netflix Work It. Sempre nello stesso anno collabora con il cantante Shoffy nella canzone Tricky.
A settembre 2020 ha partecipato al remix di Wow, singolo di Zara Larsson.
Nel mese successivo interpreta il ruolo di Sammy Brown nel film Nuvole, biopic sul cantante Zach Sobiech, incidendo dunque delle cover di brani originariamente interpretati da Brown, tra cui How To Go To Confession, Fix Me Up e Blueberries.

### Emails I Can't Send(2021-2023)
Nel 2021 firma un contratto con la Island Records, la cui prima pubblicazione è il singolo Skin, che diventa la sua prima canzone a debuttare nella Official Singles Chart in Regno Unito, alla posizione 28, e nella Billboard Hot 100 negli Stati Uniti, alla posizione 48. Il 9 settembre 2021 viene messo in commercio il singolo Skinny Dipping, primo estratto dal suo quinto album di inediti, seguito il 18 febbraio 2022 da un secondo singolo intitolato Fast Times. Dal 1º luglio 2022 è disponibile un terzo singolo intitolato Vicious, che anticipa di due settimane (15 luglio) la pubblicazione del quinto album in studio della cantante, Emails I Can't Send, contenente la traccia Because I Liked a Boy. L'album debutta alla posizione 76 della Official Charts nel Regno Unito e alla posizione 23 nella Billboard 200 negli Stati Uniti, segnando il debutto più alto della cantante in entrambi i Paesi. Per la promozione dell'album viene svolto l'omonimo tour a partire da settembre 2022, le cui date nordamericane registrano il sold out in meno di ventiquattro ore.
Nel giugno del 2022 lancia sul mercato il suo primo profumo Sweet Tooth. Nell'agosto del 2023 viene annunciata l'uscita della sua nuova fragranza Sweet Tooth: Caramel Dream in collaborazione con Scent Beauty. Sempre in collaborazione con quest’ultima, Carpenter lancia il profumo Cherry Baby nel 2024.
Nell'autunno 2022 il brano Nonsense, contenuto nell'album Emails I Can't Send, diventa popolare sulla piattaforma TikTok e viene estratto come quinto singolo dall'album. Debutta in seguito al numero 75 della Hot 100 statunitense, divenendo il secondo ingresso per l'artista dopo Skin. La settimana seguente raggiunge un nuovo picco, alla posizione 56. La canzone rimane nella classifica statunitense per ben 19 settimane consecutive, diventando la prima canzone dell'artista ad ottenere tale risultato.

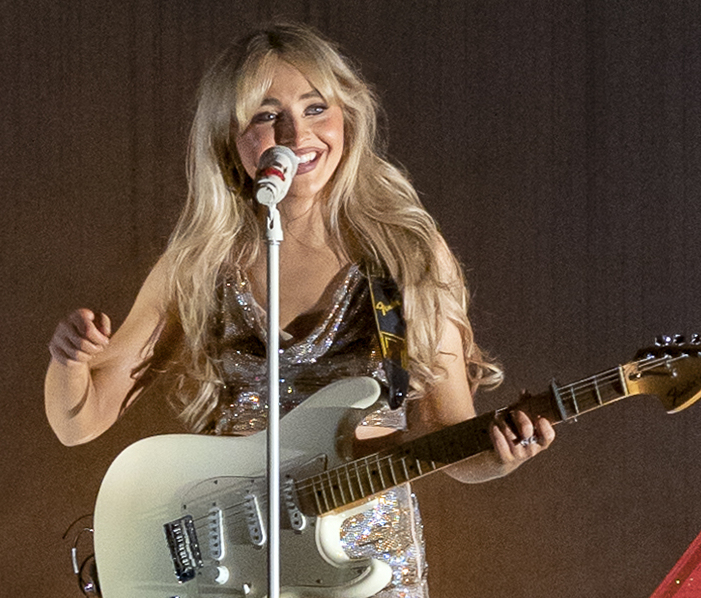
Sabrina Carpenter nel 2022

Il 17 marzo 2023 viene pubblicata la versione deluxe del suo quinto album in studio, intitolata Emails I Can't Send Fwd, contenente quattro tracce inedite. Il 23 marzo, in seguito al successo del singolo, viene pubblicato il remix di Nonsense in collaborazione con Coi Leray. Il 14 aprile collabora con Charlie Puth e Dan + Shay nel remix della canzone That's Not How This Works. Il 18 agosto 2023 collabora con il gruppo Fifty Fifty nel remix della loro canzone Cupid [Twin Ver.].
A partire dall'agosto del 2023 si unisce a Taylor Swift nelle tappe latinoamericane, australiane e asiatiche del The Eras Tour come artista di apertura. Tale impegno prosegue fino al 2024. Il 17 novembre 2023 viene pubblicato l'EP natalizio intitolato Fruitcake.

### Short n' SweeteMan's Best Friend(2024-presente)
Il 12 aprile 2024 pubblica il singolo Espresso, presentandolo dal vivo al Coachella il giorno stesso. La canzone, il cui titolo è un riferimento al caffè espresso, ha registrato un enorme successo commerciale a livello internazionale, raggiungendo il suo picco alla posizione 3 della Billboard Hot 100. Il 3 giugno 2024 annuncia l'uscita del suo sesto album in studio, Short n' Sweet, previsto per il 23 agosto 2024, e il 6 giugno successivo pubblica il secondo singolo estratto dall'album, Please Please Please. Il singolo debutta alla posizione 2 della classifica statunitense, mentre la settimana seguente raggiunge la prima posizione, diventando la prima canzone di Carpenter ad ottenere tale risultato. Tra i mesi di giugno e luglio, Carpenter annuncia le date nordamericane ed europee del suo Short n' Sweet Tour, aggiungendo in seguito anche una data in Italia.
Short n' Sweet debutta direttamente in cima alla classifica statunitense, diventando il primo album di Carpenter a raggiungere tale risultato e il terzo debutto più alto dell’anno, dietro The Tortured Poets Department di Taylor Swift e Cowboy Carter di Beyoncé. Il terzo singolo estratto dall'album, Taste, debutta al secondo posto della Billboard Hot 100.
Il 5 giugno 2025 pubblica il singolo Manchild, mentre l'11 giugno annuncia l'uscita del settimo album in studio, Man's Best Friend, previsto per il 29 agosto successivo.

## Vita privata
Nel corso della sua carriera, Sabrina è stata al centro di speculazioni sui suoi rapporti sentimentali. Un esempio molto discusso riguarda la sua presunta relazione con l'attore e cantante Joshua Bassett. La loro amicizia e le voci su una possibile relazione hanno alimentato la cronaca rosa, anche in relazione alla canzone di Olivia Rodrigo Drivers License, che molti pensano possa essere ispirata a una dinamica romantica tra Bassett e Rodrigo. In merito alla situazione, Carpenter ha pubblicato Skin e Because I Liked a Boy. In seguito, dopo le presunte frequentazioni con l'attore Dylan O'Brien e il cantante Shawn Mendes, dal 2023 al 2024 ha avuto una relazione con l'attore irlandese Barry Keoghan.

## Influenze musicali

Firma di Sabrina Carpenter

Carpenter viene catalogata come una cantante pop in stile dance pop e R&B. Lei stessa ha citato l'R&B come uno dei generi che spesso influenzano il suo lavoro e indicato Christina Aguilera e Rihanna come le sue maggiori influenze musicali. Carpenter ha dichiarato che la canzone del 2002 di Aguilera, Beautiful, l'ha aiutata a «mostrare e sviluppare [la sua] voce», citando le capacità vocali di Aguilera come una fonte di ispirazione. Ha anche menzionato Aretha Franklin, Whitney Houston ed Etta James come influenze musicali e ha citato Taylor Swift e Lorde come fonti di ispirazione per quanto riguarda il processo di scrittura. Ha affermato che le performance live di Swift e la sua etica del lavoro l'hanno ispirata. In un'intervista con Rolling Stone, Carpenter ha aggiunto che Madonna, Britney Spears, Mariah Carey e Aguilera sono state alcune delle artiste che l'hanno introdotta alla musica pop.

## Discografia
- 2015 – Eyes Wide Open
- 2016 – Evolution
- 2018 – Singular: Act I
- 2019 – Singular: Act II
- 2022 – Emails I Can't Send
- 2024 – Short n' Sweet
- 2025 – Man's Best Friend

## Filmografia

### Attrice

#### Cinema
- Noobz, regia di Blake Freeman (2012)
- Horns, regia di Alexandre Aja (2013)
- Il coraggio della verità - The Hate U Give (The Hate U Give), regia di George Tillman Jr. (2018)
- The Short History of the Long Road, diretto da Ani Simon-Kennedy (2019)
- Tall Girl, regia di Nzingha Stewart (2019)
- Work It, regia di Laura Terruso (2020)
- Nuvole (Clouds), regia di Justin Baldoni (2020)
- Tall Girl 2, regia di Emily Ting (2022)
- Emergency, regia di Carey Williams (2022)

#### Televisione
- Law & Order - Unità vittime speciali (Law & Order: Special Victims Unit) – serie TV, episodio 12x12 (2011)
- The Goodwin Games – serie TV, 5 episodi (2013)
- Orange Is the New Black – serie TV, episodio 1x09 (2013)
- Austin & Ally – serie TV, episodio 2x24 (2013)
- Girl Meets World – serie TV, 72 episodi (2014-2017)
- Walk the Prank – serie TV, episodio 1x05 (2016)
- Adventures in Babysitting, regia di John Schultz – film TV (2016)
- Soy Luna – serie TV, episodi 2x58-2x59 (2017)
- Royalties – webserie (2020)
- A Nonsense Christmas with Sabrina Carpenter, regia di Sam Wrench – speciale TV (2024)

### Doppiatrice
- Phineas e Ferb (Phineas and Ferb) – serie animata, episodi 3x48 e 3x57 (2012)
- Sofia la principessa (Sofia the First) – serie TV, 13 episodi (2013-2018)
- Wander (Wander Over Yonder) – serie TV, episodio 1x28 (2016)
- La legge di Milo Murphy (Milo Murphy's Law) – serie TV, 40 episodi (2016-2019)
- Topolino e gli amici del rally (Mickey and the Roadster Racers) – serie TV, episodio 9 (2018)

## Tournée

### Artista principale
- 2016/17 – Evolution Tour
- 2017 – The De-Tour
- 2019 – Singular Tour
- 2022/23 – Emails I Can't Send Tour
- 2024/25 – Short n' Sweet Tour

### Artista d'apertura
- 2017 – Dangerous Woman Tour di Ariana Grande
- 2017 – UK Arena Tour dei The Vamps
- 2023/24 – The Eras Tour di Taylor Swift

## Riconoscimenti
- Billboard Music Awards
  - 2024 – Candidatura come miglior artista[71]
  - 2024 – Candidatura come miglior artista femminile[71]
  - 2024 – Candidatura come miglior artista streaming[71]
  - 2024 – Candidatura come miglior artista radiofonico[71]
  - 2024 – Candidatura come miglior artista Billboard Global 200[71]
  - 2024 – Candidatura come miglior canzone Billboard Global 200 per Espresso[71]
  - 2024 – Candidatura come miglior canzone Billboard Global (excl. USA) per Espresso[71]
- BMI Pop Awards
  - 2024 – Canzone più ascoltata dell'anno per Nonsense[72]
- BreakTudo Awards
  - 2018 – Candidatura come miglior artista esordiente[73]
  - 2019 – Candidatura come miglior performance internazionale[74]
  - 2020 – Candidatura come miglior colonna sonora per Let Me Move You dal film Work It[75]
- BRIT Award
  - 2025 – Global Success Award[76]
  - 2025 – Candidatura internazionale dell'anno[77]
  - 2025 – Candidatura come miglior canzone internazionale per Espresso[77]
- Danish Music Awards
  - 2024 – Canzone internazionale dell'anno per Espresso[78]
- Grammy Award
  - 2025 – Miglior album pop vocale per Short n' Sweet[79]
  - 2025 – Miglior interpretazione pop solista per Espresso[79]
  - 2025 – Candidatura come miglior artista esordiente[79]
  - 2025 – Candidatura come album dell'anno per Short n' Sweet[79]
  - 2025 – Candidatura come canzone dell'anno per Please Please Please[79]
  - 2025 – Candidatura come registrazione dell'anno per Espresso[79]
- iHeartRadio Music Awards
  - 2019 – Candidatura come animale domestico preferito di un cantante[80]
  - 2024 – Candidatura come miglior testo per Nonsense[81]
  - 2024 – Candidatura come stile preferito[81]
  - 2025 – Artista pop dell'anno[82]
  - 2025 – Canzone pop dell'anno per Espresso[82]
  - 2025 – Candidatura come artista dell'anno[82]
  - 2025 – Candidatura come canzone dell'anno per Espresso[82]
  - 2025 – Candidatura come miglior testo per Espresso[82]
  - 2025 – Candidatura come miglior video musicale per Espresso[82]
  - 2025 – Candidatura come miglior video musicale per Please Please Please[82]
  - 2025 – Candidatura come tradizione preferita per la Juno position durante lo Short n' Sweet Tour[82]
  - 2025 – Candidatura come stile preferito[82]
- LOS40 Music Awards
  - 2024 – Candidatura come miglior artista internazionale[83]
  - 2024 – Candidatura come miglior canzone internazionale per Espresso[83]
- MTV Europe Music Awards
  - 2023 – Candidatura come miglior fandom[84]
  - 2024 – Miglior canzone per Espresso[85]
  - 2024 – Candidatura come miglior artista[85]
  - 2024 – Candidatura come miglior artista pop[85]
  - 2024 – Candidatura come miglior artista statunitense[85]
  - 2024 – Candidatura come miglior fandom[85]
- MTV Video Music Awards
  - 2024 – Canzone dell'anno per Espresso[86]
  - 2024 – Candidatura come artista dell'anno[87]
  - 2024 – Candidatura come miglior artista pop
  - 2024 – Candidatura come miglior montaggio per Espresso[87]
  - 2024 – Candidatura come canzone dell'estate per Please Please Please[87]
  - 2024 – Candidatura come miglior regia per Please Please Please[87]
  - 2024 – Candidatura come miglior direzione artistica per Please Please Please[87]
- Myx Music Awards
  - 2024 – Video globale dell'anno per Espresso[88]
- Nickelodeon Kids' Choice Awards
  - 2024 – Canzone virale preferita per Espresso[89]
  - 2024 – Candidatura come tournée preferita per lo Short n' Sweet Tour
- NRJ Music Awards
  - 2024 – Candidatura come canzone internazionale dell'anno per Espresso[90]
- Radio Disney Music Awards
  - 2015 – Miglior canzone crush per Can't Blame a Girl for Trying[91]
  - 2016 – Miglior inno per Eyes Wide Open[92]
  - 2017 – Candidatura come miglior canzone crush per On Purpose[93]
  - 2018 – Candidatura come miglior canzone crush per Why[94]
- Saturn Award
  - 2013 – Miglior attrice per Horns
- SCAD Savannah Film Festival
  - 2019 – Miglior attrice protagonista per The Short History of the Long Road[95]
- Spotify Billion Streams Plaque
  - 2024 – Espresso
  - 2024 – Nonsense
  - 2024 – Please Please Please
  - 2024 – Taste
- Variety Hitmakers
  - 2023 – Premio artista emergente[96]
- Vevo Certified
  - 2024 – Espresso
  - 2024 – Thumbs
  - 2024 – Nonsense
  - 2024 – Please Please Please
  - 2024 – Taste
  - 2024 – Feather

## Doppiatrici italiane
Nelle versioni in italiano delle opere in cui ha recitato, Sabrina Carpenter è stata doppiata da:
- Veronica Benassi in Girl Meets World, Adventures in Babysitting, Il coraggio della verità - The Hate U Give, Austin & Ally, Soy Luna, Nuvole
- Margherita De Risi in Tall Girl, Tall Girl 2
- Agnese Marteddu in Orange is the New Black
- Roisin Nicosia in Work It
- Ilaria Silvestri in Emergency

Da doppiatrice è sostituita da:
- Veronica Benassi ne La legge di Milo Murphy